# Mollisia heterosperma
Mollisia heterosperma är en svampart som beskrevs av Le Gal 1958. Mollisia heterosperma ingår i släktet Mollisia,  och familjen Dermateaceae.   Inga underarter finns listade.